# أنتوني سميث (لاعب كرة قدم أمريكية أمريكي)
أنتوني سميث (بالإنجليزية: Anthony Smith)‏ هو لاعب كرة قدم أمريكية أمريكي، ولد في 20 سبتمبر 1983 في هوبارد في الولايات المتحدة.

## وصلات خارجية
- أنتوني سميث على موقع مرجع كرة القدم المحترفة.كوم (الإنجليزية)
- أنتوني سميث على موقع كلية كرة القدم في سبورتس رفرنس.كوم (الإنجليزية)
- أنتوني سميث على موقع IMDb (الإنجليزية)